# Nokia 7380
Il Nokia 7380 è un telefonino particolare a forma rettangolare con display a specchio prodotto dall'azienda finlandese Nokia e messo in commercio nel 2005.

## Caratteristiche
- Dimensioni: 114 x 30 x 20 millimetri
- Massa: 80 g
- Risoluzione display: 104 x 208 pixel a 65 535 colori
- Durata batteria in conversazione: 3 ore
- Durata batteria in standby: 240 ore (10 giorni)
- Fotocamera: 2.0 megapixel
- Bluetooth